# گری استرچ
گری استرچ (انگلیسی: Gary Stretch؛ زادهٔ ۴ نوامبر ۱۹۶۵) هنرپیشه و بوکسور اهل انگلستان است.
از فیلم‌ها یا برنامه‌های تلویزیونی که وی در آن نقش داشته‌است می‌توان به اسکندر، مرکز تجارت جهانی، آب مرده، دختری با چشم غیرمسلح و پرنده آزاد اشاره کرد.